# Бетамбо
Бетамбо (фр. Bettembos) насеље је и општина у североисточној Француској у региону Пикардија, у департману Сома која припада префектури Амјен.
По подацима из 2011. године у општини је живело 96 становника, а густина насељености је износила 23,08 становника/km². Општина се простире на површини од 4,16 km². Налази се на средњој надморској висини од 190 метара (максималној 192 m, а минималној 169 m).

## Демографија
| 1962. | 1968. | 1975. | 1982. | 1990. | 1999. | 2011. |
| ----- | ----- | ----- | ----- | ----- | ----- | ----- |
| 83    | 97    | 86    | 89    | 88    | 98    | 96    |

График промене броја становника у току последњих година